# 何汝成
何汝成（1544年—？），字子誠，號玉軒，山西平陽府蒲州人，軍籍，明朝政治人物。同進士出身。

## 生平
嘉靖四十三年（1564年）甲子科山西鄉試第四十五名舉人，隆慶五年（1571年）登辛未科會試第五十五名，第三甲第二百五十名進士。改庶吉士，送翰林院读书。萬曆元年（1573年）五月授廣東道監察御史，二年差巡盐长芦，三年巡按四川，五年十一月升陕西布政司參議，丁憂歸。被给事中史继辰论劾贪污，八年十二月奪職閑住。卒于家。

## 家族
曾祖何旺；祖父何周；父何尚仁，母母氏。具庆下。弟何汝中。